# Gnopharmia sarobiana
Gnopharmia sarobiana là một loài bướm đêm trong họ Geometridae.